# Geranium pyrenaicum
Geranium pyrenaicum es una especie perteneciente a la familia de las geraniáceas.

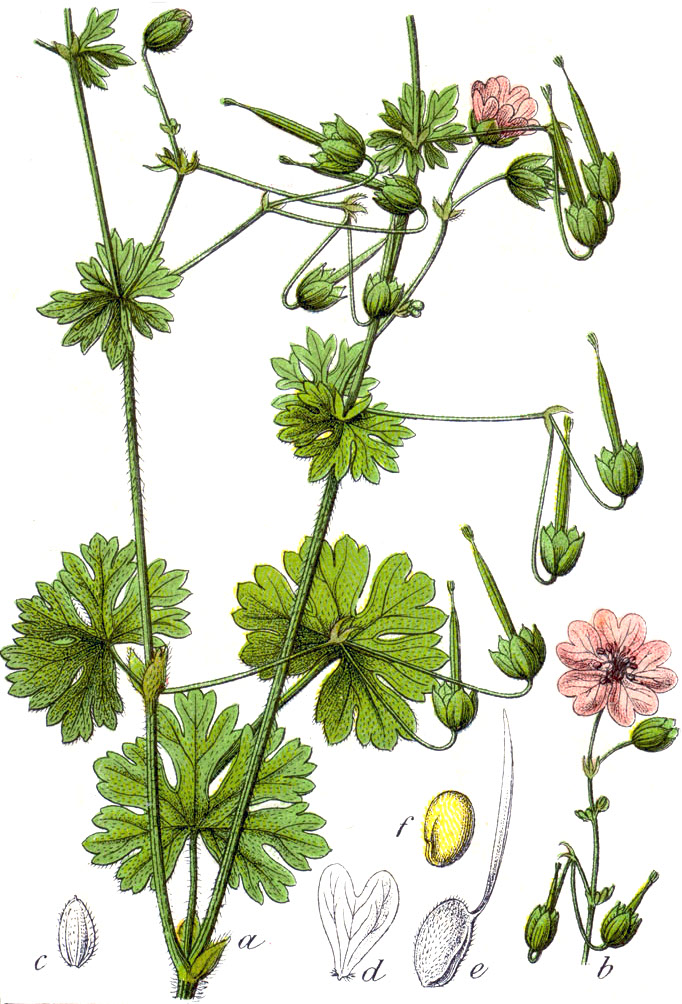
Ilustración

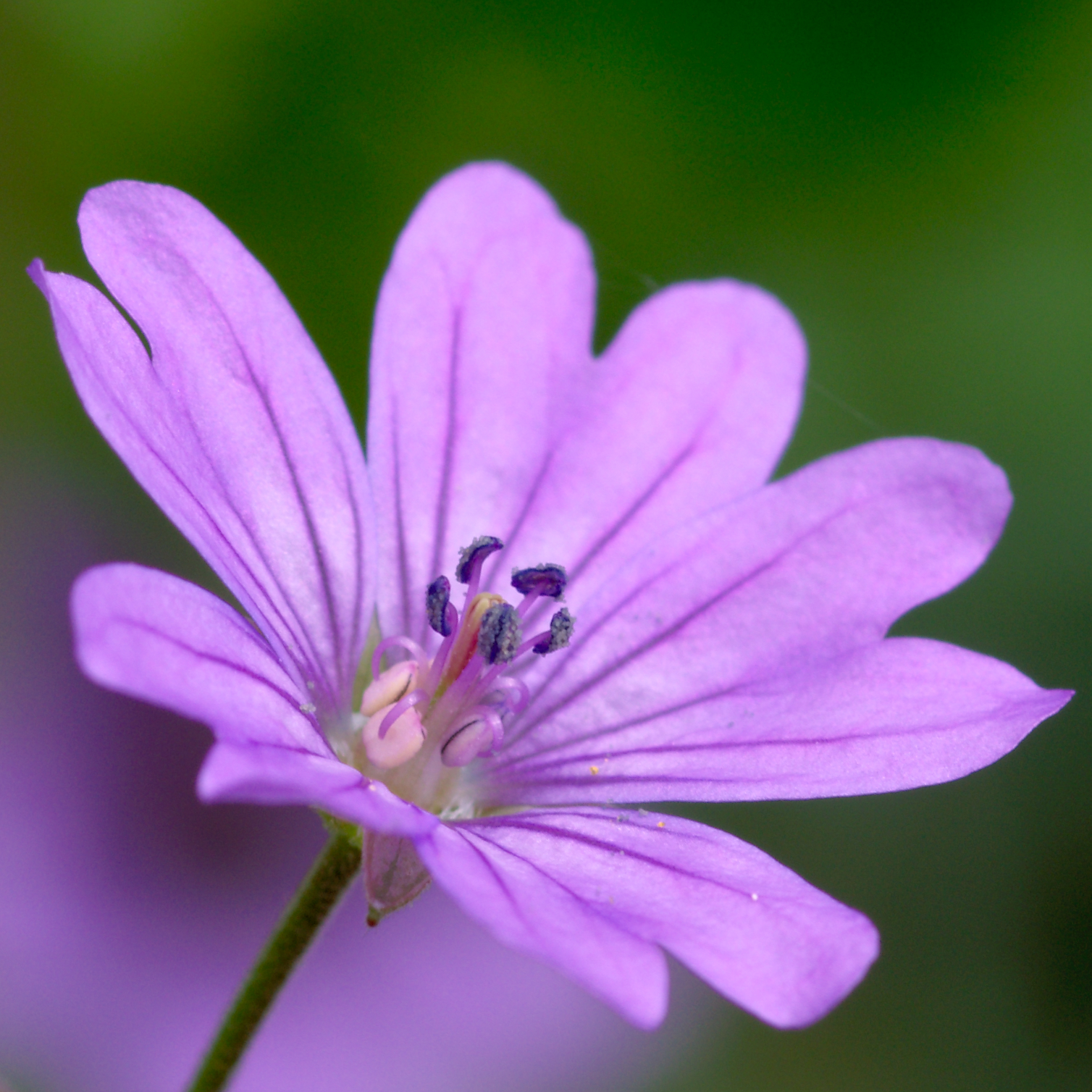
Detalle de la flor

## Descripción
Planta perenne, de tallos erectos de 30-70 cm. con cortos pelos glandulares y pelos largos no glandulares. Hojas divididas, hasta 2/3 en 5-7 lóbulos cuneados truncados con dientes terminales redondeados o segmentos romos; hojas superiores más marcadamente divididas. Flor morada o lila; pétalos muy mellados, de 7-10 mm; sépalos de 4-5 mm, con un punto corto. Fruto de pelos adpresos. Florece desde primavera hasta el otoño.
Sus células poseen 14 cromosomas distribuidos en 7 pares, cada uno de ellos compuestos por un cromosoma paterno y otro materno. 

## Hábitat
Lugares herbáceos, bosques abiertos, prados y baldíos frecuentados por el ganado. Ruderal

## Distribución
Sur y oeste de Europa; introducido en otras partes.

## Taxonomía
Geranium pyrenaicum fue descrita por Nicolaas Laurens Burman y publicado en Specimen Botanicum de Geraniis 27–28. 1759.
Citología
Número de cromosomas de Geranium pyrenaicum (Fam. Geraniaceae) y táxones infraespecíficos:2n=26
Etimología
Geranium: nombre genérico que deriva del griego:  geranion, que significa "grulla", aludiendo a la apariencia del fruto, que recuerda al pico de esta ave.
pyrenaicum: epíteto geográfico que alude a su localización en los Pirineos.
Sinonimia
- Geranium crinitum N.Terracc.
- Geranium depilatum (Sommier & Levier) Grossh.
- Geranium elbursense Gilli
- Geranium minae Tineo
- Geranium molle P.Gaertn., B.Mey. & Schreb.
- Geranium perenne Huds.
- Geranium pumilum Picard
- Geranium rhaeticum Brügger
- Geranium umbrosum Waldst. & Kit.[6]

## Nombre común
- Castellano: alfileres, geranio, geranio pirenaico, pata de milano, planta de los relojes.[7]